# 額賀福志郎
額賀福志郎（1944年1月11日—），日本自由民主黨籍政治家、現任眾議院議長。歷任防衛廳長官、經濟企劃廳長宮、經濟財政政策擔當大臣、財務大臣、自由民主黨政務調查會會長。平成研究會（額賀派）會長，日韓議員連盟會長。在擔任經濟和財政政策擔當大臣時，曾因捲入KSD事件引咎辭職。
2023年10月出任眾議院議長，2024年11月10日連任議長。